# El Saltillo, delstaten Mexiko
El Saltillo är en ort i Mexiko, tillhörande kommunen Jilotepec i den västra delen av delstaten Mexiko. Orten hade 765 invånare vid folkräkningen 2010.